# Skydning under sommer-OL 2020 - Trap (herrer)
Trapskydning for herrer, der er en del af Skydning under Sommer-OL 2020 finder sted den 29. juli - 30. juli 2020 i Asaka Shooting Range, Saitama.

## Turneringsformat
Konkurrencen bliver indledt med en kvalifikationsrunde, hvor de 29 kvalificerede deltagere skal afvikle 125 skud (i fem forskellige positioner). Skuddene er inddelt i 5 gange 25 skud og afvikles i grupper af seks skytter på banen ad gangen. Efter hvert skud roteres der, således at hver skytte kommer til at skyde på næste position. Skytten der senest har skudt på position 5, stiller sig bag ved position 1 og afventer, at denne position bliver fri. I trap skydes der altid kun mod én lerdue ad gangen og hver nedskudt lerdue er ét point. I kvalifikationen kan der skydes to skud mod hver lerdue. Herefter går de seks bedste til finalen, hvor alle skytter starter fra nul point.  
Finalen bliver afviklet som elimineringsrunder således, at medaljerne til sidst bliver afgjort af de tre sidste tilbageværende i konkurrencen og guldmedaljen bliver afgjort i en duel mellem de to sidste tilbageværende i konkurrencen. Finalen bliver skudt over 50 skud og i finalen må der kun skydes ét skud mod hver lerdue. Alle seks finalister skyder de første fem runder á fem skud, således at første eliminering sker efter 25 skud. Herefter elimineres skytterne efter hver runde á fem skud. Elimineringen fortsætter indtil guldmedaljevinderen er fundet efter der 50. skud . 

## Deltagere
| Kvalificeret                    | Nation                    | Udøver |
| ------------------------------- | ------------------------- | ------ |
| Værtsnation                     | Japan                     |        |
| 2018 VM                         | Slovakiet                 |        |
| 2018 VM                         | Spanien                   |        |
| 2018 VM                         | Kuwait                    |        |
| 2018 VM                         | Østrig                    |        |
| 2018 Amerikansk mesterskab      | Peru                      |        |
| 2018 Amerikansk mesterskab      | Mexico                    |        |
| 2019 ISSF World Cup # 2         | Egypten                   |        |
| 2019 ISSF World Cup # 2         | Kina                      |        |
| 2019 ISSF World Cup # 3         | Kroatien                  |        |
| 2019 ISSF World Cup # 3         | Thailand                  |        |
| 2019 ISSF World Cup # 5         | Cypern                    |        |
| 2019 ISSF World Cup # 5         | Storbritannien            |        |
| 2019 European Games             | Tjekkiet                  |        |
| 2019 Pan American Games         | USA                       |        |
| 2019 Pan American Games         | USA                       |        |
| 2019 ISSF World Cup # 7         | Ruslands Olympiske Komité |        |
| 2019 ISSF World Cup # 7         | Portugal                  |        |
| 2019 Afrikanske mesterskaber    | Egypten                   |        |
| 2019 Europæiske mesterskaber    | Tjekkiet                  |        |
| 2019 Europæiske mesterskaber    | Storbritannien            |        |
| 2019 Oceaniske mesterskaber     | Australien                |        |
| 2019 Asiatiske mesterskaber     | Kuwait                    |        |
| 2019 Asiatiske mesterskaber     | Kinesisk Taipei           |        |
| 2019 Asiatiske mesterskaber     | Qatar                     |        |
| 2020 Europæiske mesterskaber    |                           |        |
| ISSF olympiske verdensrangliste |                           |        |
| Tripartite                      |                           |        |
| Tripartite                      |                           |        |

## Tidsplan
Nedenstående tabel viser tidsplanen for afvikling af konkurrencen:
| Dato     | Tid   | Runde         |
| -------- | ----- | ------------- |
| 29. juli | 09:00 | Kvalifikation |
| 30. juli | 09:00 | Kvalifikation |
| 30. juli | 09:00 | Finale        |

## Resultater

### Kvalifikation
| Placering | Skytte                | Land                      | 1  | 2  | 3  | 4  | 5  | Total     | Shoot-off | Kommentar |
| --------- | --------------------- | ------------------------- | -- | -- | -- | -- | -- | --------- | --------- | --------- |
| 1         | Jiří Lipták           | Tjekkiet                  | 25 | 24 | 25 | 25 | 25 | 124       |           | Q         |
| 2         | Matthew Coward-Holley | Storbritannien            | 24 | 24 | 25 | 25 | 25 | 123       | +21       | Q         |
| 3         | Abdulrahman Al-Faihan | Kuwait                    | 24 | 25 | 25 | 24 | 25 | 123       | +20       | Q         |
| 4         | David Kostelecký      | Tjekkiet                  | 25 | 24 | 24 | 25 | 25 | 123       | +5        | Q         |
| 5         | Yu Haicheng           | Kina                      | 24 | 24 | 25 | 25 | 25 | 123       | +2        | Q         |
| 6         | Jorge Orozco          | Mexico                    | 25 | 24 | 23 | 25 | 25 | 122       | +17       | Q         |
| 7         | Talal Al-Rashidi      | Kuwait                    | 24 | 24 | 24 | 25 | 25 | 122       | +16       |           |
| 8         | Aleksey Alipov        | Ruslands Olympiske Komité | 25 | 25 | 23 | 24 | 25 | 122       | +10       |           |
| 9         | Alberto Fernández     | Spanien                   | 23 | 25 | 25 | 24 | 25 | 122       | +6        |           |
| 10        | Mauro De Filippis     | Italien                   | 25 | 24 | 25 | 23 | 25 | 122       | +1        |           |
| 11        | Erik Varga            | Slovakiet                 | 24 | 25 | 24 | 25 | 24 | 122       | +1        |           |
| 12        | Brian Burrows         | USA                       | 25 | 24 | 23 | 24 | 25 | 121       |           |           |
| 13        | Mohammed Al-Rumaihi   | Qatar                     | 23 | 25 | 24 | 25 | 24 | 121       |           |           |
| 14        | Yang Kun-pi           | Kinesisk Taipei           | 25 | 24 | 23 | 25 | 24 | 121       |           |           |
| 15        | Andreas Löw           | Tyskland                  | 24 | 24 | 25 | 24 | 24 | 121       |           |           |
| 16        | Abdel-Aziz Mehelba    | Egypten                   | 24 | 24 | 25 | 25 | 23 | 121       |           |           |
| 17        | Savate Sresthaporn    | Thailand                  | 24 | 25 | 25 | 24 | 23 | 121       |           |           |
| 18        | Gian Marco Berti      | San Marino                | 25 | 25 | 24 | 24 | 23 | 121       |           |           |
| 19        | Ahmed Zaher           | Egypten                   | 22 | 24 | 25 | 25 | 24 | 120       |           |           |
| 20        | João Azevedo          | Portugal                  | 23 | 25 | 24 | 25 | 23 | 120 CB:12 |           |           |
| 21        | James Willett         | Australien                | 23 | 25 | 24 | 25 | 23 | 120 CB:2  |           |           |
| 22        | Josip Glasnović       | Kroatien                  | 24 | 24 | 25 | 24 | 23 | 120       |           |           |
| 23        | Aaron Heading         | Storbritannien            | 24 | 24 | 25 | 25 | 25 | 119       |           |           |
| 24        | Derrick Mein          | USA                       | 24 | 23 | 23 | 25 | 24 | 119       |           |           |
| 25        | Thomas Grice          | Australien                | 25 | 22 | 24 | 25 | 23 | 119       |           |           |
| 26        | Derek Burnett         | Irland                    | 22 | 24 | 24 | 24 | 24 | 118       |           |           |
| 27        | Alessandro de Souza   | Peru                      | 24 | 22 | 25 | 23 | 24 | 118       |           |           |
| 28        | Andreas Makri         | Cypern                    | 22 | 25 | 23 | 22 | 25 | 117       |           |           |
| 29        | Shigetaka Oyama       | Japan                     | 24 | 22 | 23 | 21 | 25 | 115       |           |           |

### Finale
| Placering                        | Skytte                      | Serie 1 | Serie 2 | Serie 3 | Serie 4 | Serie 5 | Serie 6 | Shoot-off | Noter |
| -------------------------------- | --------------------------- | ------- | ------- | ------- | ------- | ------- | ------- | --------- | ----- |
| 1                                | Jiří Lipták (CZE)           | 20      | 24      | 29      | 34      | 39      | 43      | +7        | OR    |
| 2. plads, sølvmedaljemodtager(e) | David Kostelecký (CZE)      | 23      | 28      | 32      | 36      | 38      | 43      | +6        | OR    |
| 3                                | Matthew Coward-Holley (GBR) | 21      | 25      | 29      | 33      |         |         |           |       |
| 4                                | Jorge Orozco (MEX)          | 22      | 26      | 28      |         |         |         |           |       |
| 5                                | Yu Haicheng (CHN)           | 19      | 24      |         |         |         |         |           |       |
| 6                                | Abdulrahman Al-Faihan (KUW) | 18      |         |         |         |         |         |           |       |

## Medaljefordeling
| Medaljetagere             | Medaljetagere               | Medaljetagere                          | Medaljetagere |
| ------------------------- | --------------------------- | -------------------------------------- | ------------- |
| Guld                      | Sølv                        | Bronze                                 |               |
| Jiří Lipták · Tjekkiet OR | David Kostelecký · Tjekkiet | Matthew Coward-Holley · Storbritannien |               |